# Alex Heffes
Alex Heffes (Beaconsfield, 2 september 1971) is een Brits filmcomponist.
Heffes studeerde af aan de Universiteit van Oxford en begon zijn muzikale carrière als toetsenist en het schrijven en arrangeren van commercials. Hij werd assistent van filmcomponist Simon Boswell. Ook werkte hij met artiesten als Elton John en Blur. Met de televisiefilm Little White Lies in 1998, maakte hij zijn eerste stap als filmcomponist (eigen werk). Heffes werd in 2014 genomineerd voor een Golden Globe met de filmmuziek van Mandela: Long Walk to Freedom.

## Filmografie
- 2000: Running Time
- 2000: Circus (met Simon Boswell)
- 2001: Late Night Shopping
- 2001: The Parole Officer
- 2003: Crust
- 2004: Trauma
- 2004: Dear Frankie
- 2004: Out of Reach
- 2005: Vet Hard
- 2005: Imagine Me & You
- 2006: The Last King of Scotland
- 2009: State of Play
- 2010: The First Grader
- 2011: The Rite
- 2011: Red Riding Hood (met Brian Reitzell)
- 2011: The Engagement
- 2012: Emperor
- 2013: Love and Honor
- 2013: Escape Plan
- 2013: Mandela: Long Walk to Freedom
- 2014: What We Did on Our Holiday
- 2015: The Program
- 2016: Bastille Day
- 2016: Queen of Katwe
- 2017: Earth: One Amazing Day

## Overige producties

### Televisiefilms
- 1998: Little White Lies
- 1998: Big Cat
- 2001: Mind Games
- 2002: Offside
- 2006: Shiny Shiny Bright New Hole in My Heart
- 2006: Tsunami: The Aftermath
- 2011: Stolen

### Televisieseries
- 1998: Killer Net
- 2002: Stan the Man
- 2012: Secret State (miniserie)
- 2016: 11.22.63 (miniserie)
- 2016: Roots (miniserie)
- 2016: Black Mirror

### Documentaires
- 1999: One Day in September
- 2000: A Brief History of Errol Morris
- 2003: Touching the Void
- 2006: The Bridge
- 2007: My Enemy's Enemy
- 2010: Inside Job
- 2015: Palio
- 2015: Ten Billion
- 2016: Sky Ladder: The Art of Cai Guo-Qiang

## Prijzen en nominaties

### Golden Globe Awards
| Jaar | Titel                         | Categorie        | Uitslag     |
| ---- | ----------------------------- | ---------------- | ----------- |
| 2014 | Mandela: Long Walk to Freedom | Beste filmmuziek | Genomineerd |